# Dokimasie
Dans la Grèce antique, la dokimasie (en grec ancien : δοκιμασία) est l'examen officiel auquel sont soumis des personnes, parfois des animaux ou des objets. Il s'agit le plus souvent de vérifier leur capacité à s'acquitter de leur charge publique (charge de magistrat ou d'orateur politique ou rhéteur). Dès l'époque classique, Athènes imposait une dokimasie aux jeunes gens libres (les éphèbes) avant de les intégrer au corps civique. À partir du IVe siècle av. J.-C., cette procédure est requise lorsqu'une cité accorde sa citoyenneté à des étrangers.

## Charges publiques

### Magistratures
À Athènes, les citoyens élus ou désignés par le sort pour une charge publique étaient examinés devant les thesmothètes, à l'exception des citoyens choisis pour composer la Boulè, qui subissaient la dokimasie de la part de leurs prédécesseurs. La vérification portait sur l'éligibilité en vue de la charge, c'est-à-dire sur les critères d'âge (trente ans minimum), l'appartenance à une classe censitaire (pour la charge d'archonte, à certaines époques), l'absence d'exclusion pour raison de cumul incompatible, d'exercice préalable de la même charge ou de sanction d'atimie.

### Rhéteurs
La dokimasia rhetoron était un serment prêté dans les tribunaux, vouant les parjures à la mort et à la ruine familiale.

## Éphèbes
Les éphèbes devaient se soumettre à la dokimasie, en tant que vérification de l'âge, pour être inscrits dans la liste des citoyens de leur dème.

## Nouveaux citoyens
En 427 av. J.-C., la ville de Platées fut détruite lors de la guerre du Péloponnèse. Des citoyens platéens se réfugièrent à Athènes et reçurent la citoyenneté athénienne après avoir dû prouver (par une dokimasie, donc) leur nationalité platéenne et leur amitié envers leur nouvelle cité.
L'obligation de la dokimasie pour acquérir la citoyenneté athénienne ne daterait cependant que du IVe siècle av. J.-C. Il s'agit alors de vérifier que le droit de cité accordé est une récompense adaptée aux bienfaits de l'étranger ainsi honoré.
La procédure fut ensuite imitée, au IIIe siècle av. J.-C. par d'autres cités désireuses d'augmenter leur population de façon contrôlée.